# Kazitiškio pelkė
Kazitiškio pelkė este o arie protejată (arie specială de conservare — SAC, sit de importanță comunitară — SCI) din Lituania întinsă pe o suprafață de 101 ha, integral pe uscat.

## Localizare
Centrul sitului Kazitiškio pelkė este situat la coordonatele 55°26′03″N 26°08′02″E / 55.4342°N 26.1339°E.

## Înființare
Situl Kazitiškio pelkė a fost declarat sit de importanță comunitară în februarie 2009 pentru a proteja 3 specii de plante. Situl a fost protejat și ca arie specială de conservare în decembrie 2018.

## Biodiversitate
Situată în ecoregiunea boreală, aria protejată conține 3 habitate naturale: Turbării active, Mlaștini turboase de tranziție și turbării mișcătoare, Păduri caducifoliate de mlaștină fino-scandinave.
La baza desemnării sitului se află mai multe specii protejate de  plante (3): o specie rară de mușchi (Drepanocladus vernicosus), moșișoare (Liparis loeselii), ochii-șoricelului (Saxifraga hirculus).
Pe lângă speciile protejate, pe teritoriul sitului au mai fost identificate 4 specii de plante, 2 specii de nevertebrate.